# Schlittenlift Bödele

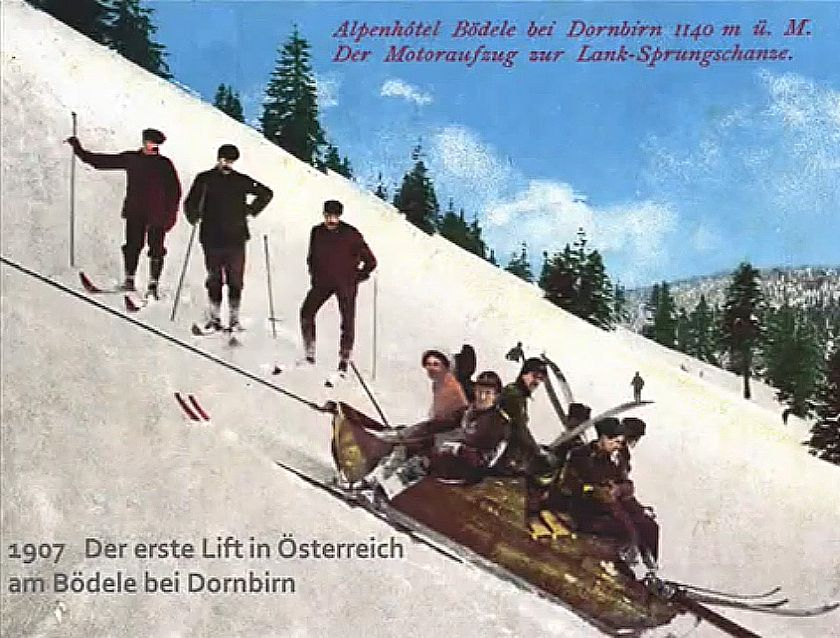
Postkarte von 1907/1908 mit dem Schlitten am Lank.

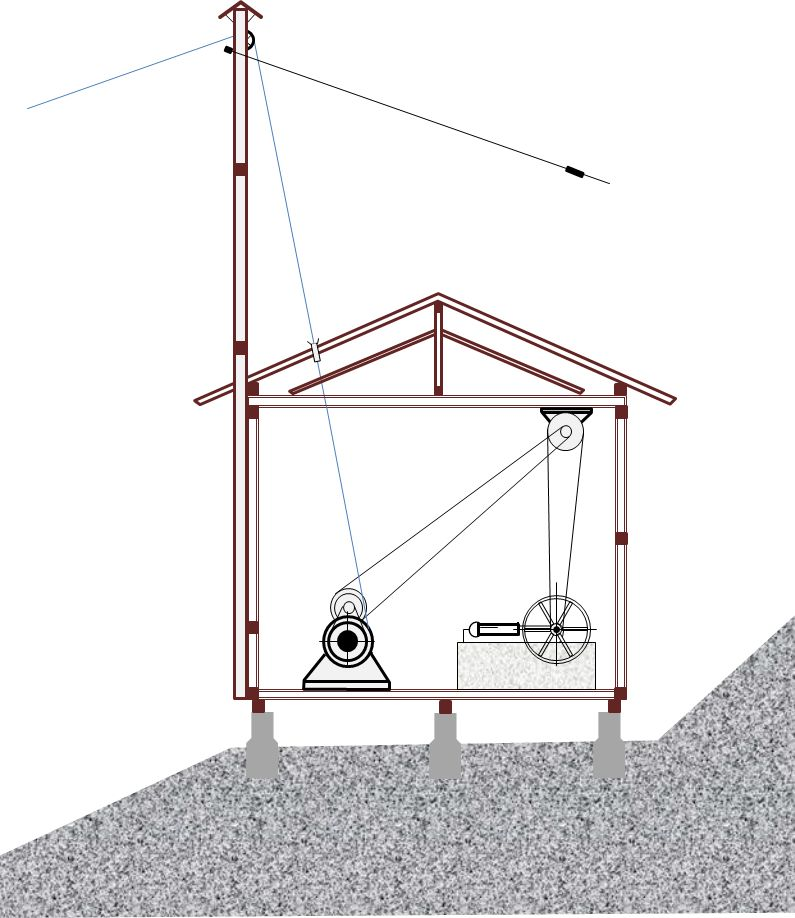
Die Antriebsstation des Schlittenlifts am Bödele nach einer Skizze von Hugo Rhomberg.

Der Schlittenlift Bödele, auch Motoraufzug oder Aufzugsschlitten, am Bödele bei Schwarzenberg in Vorarlberg war eine 1907 erbaute Schlittenseilbahn, die nur einige Jahre bestand. Sie zählt zu den ältesten mechanischen Aufstiegshilfen in den Alpen für Wintersportzwecke und kann als Vorläufer des Skilifts angesehen werden. Ähnliche Anlagen waren in der Schweiz ab den 1930er-Jahren in Betrieb.

## Erfindung und Technik
Der Schlittenlift wurde 1907 konstruiert und hinter dem damaligen Alpenhotel Bödele bei einem Übungshügel probeweise in Betrieb genommen. Konstruiert wurde die Anlage von den Dornbirner Ingenieuren Hugo Rhomberg und Alfred Rüsch (1877–1970).
Bei dem Schlittenlift handelte sich um einen nicht lenkbaren Schlitten mit einer kufennähnlichen Führung am Boden des Schlittens, der auf einer Schlepplift-ähnlichen Trasse  auf Schnee hinauf- und hinunterfuhr. Der Antrieb des Schleppseiles erfolgte durch einen Verbrennungsmotor der Fafnir-Werke. Der Schlitten war mit keinen Brems- und Sicherheitsvorrichtungen ausgestattet und bot bis zu sechs Passagieren Platz.
Der Schlittenlift wurde an einem 70 m langen Hanfseil befestigt, das von einem 4,5 PS starken Fahrzeugmotor gezogen wurde. Die Skispringer konnten auf zwei Bänken sitzend mitfahren. Förderleistung ca. 40 Springer pro Stunde.
Diese Aufstiegshilfe wurde ein Jahr später auch am Lank als Transportmittel für die seit mehreren Jahren bereits bestehende Natur-Skisprungschanze verwendet und neben der Sprungbahn geführt. Der Schlitten wurde hier an einem 125 m langen Seil befestigt, das von einem 4,5 PS starken Motor gezogen wurde und dabei einen Höhenunterschied von etwa 60 Metern überwand. Die Kosten für die Anlage betrugen etwa 4000 Kronen.
Gottlieb Burian beschrieb anlässlich des 6. Hauptverbands-Wettlaufs Anfang Februar 1912 den Schlittenlift: Originell ist der Aufzug, den die praktischen Bödeleleute bei der Sprunganlage eingerichtet haben. Oben, seitwärts von der Anlaufbahn, steht ein Häuschen aus Brettern. Aus seinem Inneren tönt das rhythmische Knattern eines Benzinmotors und über eine große Rolle, deren Träger über das Dach ragen, läuft ein Drahtseil, an dessen unteren Ende ein Schlitten hängt, der die größte Ähnlichkeit mit einem großen Waschtrog hat. Unermüdlich gleitet dieses sonderbare Gefährt neben der Sprungbahn hinab und vollbeladen, mit schneebestaubten Springern wieder hinauf, und hilft so wesentlich das umfangreiche Programm ohne Stockung abzuwickeln. Bei diesem Sprunglauf waren bereits zwei Filmteams anwesend, eines aus Österreich und eines aus Frankreich.